# Andrés Mosquera (ur. 1990)
Andrés Felipe Mosquera Guardia (ur. 20 lutego 1990 w Turbo) – kolumbijski piłkarz występujący na pozycji środkowego obrońcy w klubie América Cali.

## Kariera klubowa

### Independiente Medellín
W 2008 roku podpisał kontrakt z klubem Independiente Medellín. Zadebiutował 20 lutego 2009 w meczu Categoría Primera A przeciwko Realowi Cartagena (1:1). W sezonie 2009–II jego zespół zajął pierwsze miejsce w tabeli zdobywając mistrzostwo Kolumbii.

### América Cali
1 stycznia 2012 został wypożyczony do drużyny América Cali. Zadebiutował 31 stycznia 2012 w meczu Categoría Primera B przeciwko Realowi Santander (1:0). W sezonie 2012 jego zespół zajął drugie miejsce w tabeli zdobywając wicemistrzostwo Categoría Primera B.

### Independiente Medellín
31 grudnia 2012 wrócił do zespołu z wypożyczenia. Pierwszą bramkę zdobył 22 września 2013 w meczu Categoría Primera A przeciwko Cúcuta Deportivo (0:1). 11 sierpnia 2016 zadebiutował w Copa Sudamericana w meczu przeciwko CD Universidad Católica (1:1). W sezonie 2016–I jego zespół zajął pierwsze miejsce w tabeli zdobywając mistrzostwo Kolumbii. 16 marca 2017 zadebiutował w Copa Libertadores w meczu przeciwko CA River Plate (1:3). Pierwszą bramkę w Copa Libertadores zdobył 21 kwietnia 2017 w meczu przeciwko FBC Melgar (2:0).

### Club León
27 lipca 2017 podpisał kontrakt z klubem Club León. Zadebiutował 6 sierpnia 2017 w meczu Liga MX przeciwko Cruz Azul (2:2). Pierwszą bramkę zdobył 26 listopada 2017 w meczu ligowym przeciwko Tigres UANL (1:1). W sezonie 2018/2019–II jego zespół zajął drugie miejsce w tabeli zdobywając wicemistrzostwo Meksyku. W sezonie 2020/2021–I jego zespół zajął pierwsze miejsce w tabeli zdobywając mistrzostwo Meksyku. 8 kwietnia 2021 zadebiutował w Lidze Mistrzów CONCACAF w meczu przeciwko Toronto FC (1:1).

## Kariera reprezentacyjna

### Kolumbia U-17
W 2007 roku otrzymał powołanie do reprezentacji Kolumbii U-17. Zadebiutował 20 sierpnia 2007 w meczu fazy grupowej Mistrzostw Świata U-17 2007 przeciwko reprezentacji Niemiec U-17 (3:3). Pierwszą bramkę zdobył 23 sierpnia 2007 w meczu fazy grupowej Mistrzostw Świata U-17 2007 przeciwko reprezentacji Trynidadu i Tobago U-17 (0:5).

### Kolumbia U-20
W 2009 roku otrzymał powołanie do reprezentacji Kolumbii U-20. Zadebiutował 21 stycznia 2009 w meczu fazy grupowej Mistrzostw Ameryki Południowej U-20 2009 przeciwko reprezentacji Peru U-20 (1:0).

## Statystyki

### Klubowe
(aktualne na dzień 20 czerwca 2021)
| Klub                   | Sezon              | Liga                | Liga  | Liga   | Puchar kraju | Puchar kraju | Puchary kontynentalne | Puchary kontynentalne | Inne  | Inne   | Suma  | Suma   |
| Klub                   | Sezon              | Liga                | Mecze | Bramki | Mecze        | Bramki       | Mecze                 | Bramki                | Mecze | Bramki | Mecze | Bramki |
| ---------------------- | ------------------ | ------------------- | ----- | ------ | ------------ | ------------ | --------------------- | --------------------- | ----- | ------ | ----- | ------ |
| Independiente Medellín | 2008               | Categoría Primera A | 3     | 0      | 0            | 0            | –                     | –                     | –     | –      | 3     | 0      |
| Independiente Medellín | 2009               | Categoría Primera A | 1     | 0      | 0            | 0            | 0                     | 0                     | –     | –      | 1     | 0      |
| Independiente Medellín | Ogólnie            | Ogólnie             | 4     | 0      | 0            | 0            | 0                     | 0                     | 0     | 0      | 4     | 0      |
| América Cali           | 2012               | Categoría Primera B | 23    | 0      | 6            | 0            | –                     | –                     | –     | –      | 29    | 0      |
| América Cali           | Ogólnie            | Ogólnie             | 23    | 0      | 6            | 0            | 0                     | 0                     | 0     | 0      | 29    | 0      |
| Independiente Medellín | 2013               | Categoría Primera A | 19    | 2      | 9            | 0            | –                     | –                     | –     | –      | 28    | 2      |
| Independiente Medellín | 2014               | Categoría Primera A | 36    | 2      | 6            | 0            | –                     | –                     | –     | –      | 42    | 2      |
| Independiente Medellín | 2015               | Categoría Primera A | 40    | 1      | 5            | 0            | –                     | –                     | –     | –      | 45    | 1      |
| Independiente Medellín | 2016               | Categoría Primera A | 25    | 0      | 7            | 0            | 8                     | 0                     | –     | –      | 40    | 0      |
| Independiente Medellín | 2017               | Categoría Primera A | 22    | 1      | 1            | 0            | 7                     | 2                     | 2     | 0      | 32    | 3      |
| Independiente Medellín | Ogólnie            | Ogólnie             | 142   | 6      | 28           | 0            | 15                    | 2                     | 2     | 0      | 187   | 8      |
| Club León              | 2017/18            | Liga MX             | 34    | 1      | 7            | 1            | –                     | –                     | –     | –      | 41    | 2      |
| Club León              | 2018/19            | Liga MX             | 34    | 2      | 7            | 0            | –                     | –                     | –     | –      | 41    | 2      |
| Club León              | 2019/20            | Liga MX             | 11    | 0      | 0            | 0            | 0                     | 0                     | –     | –      | 11    | 0      |
| Club León              | 2020/21            | Liga MX             | 26    | 0      | 0            | 0            | 1                     | 0                     | –     | –      | 27    | 0      |
| Club León              | Ogólnie            | Ogólnie             | 105   | 3      | 14           | 1            | 1                     | 0                     | 0     | 0      | 120   | 4      |
| Ogólnie w karierze     | Ogólnie w karierze | Ogólnie w karierze  | 274   | 9      | 48           | 1            | 16                    | 2                     | 2     | 0      | 340   | 12     |

### Reprezentacyjne
| Reprezentacja | Rok     | Mecze | Bramki |
| ------------- | ------- | ----- | ------ |
| Kolumbia U-17 |         |       |        |
| 2007          | 3       | 2     |        |
| Ogólnie       | Ogólnie | 3     | 2      |
| Kolumbia U-20 |         |       |        |
| 2009          | 6       | 0     |        |
| Ogólnie       | Ogólnie | 6     | 0      |

| Mecze i gole w reprezentacji | Mecze i gole w reprezentacji | Mecze i gole w reprezentacji | Mecze i gole w reprezentacji | Mecze i gole w reprezentacji | Mecze i gole w reprezentacji | Mecze i gole w reprezentacji | Mecze i gole w reprezentacji              |
| Kolumbia U-17                | Kolumbia U-17                | Kolumbia U-17                | Kolumbia U-17                | Kolumbia U-17                | Kolumbia U-17                | Kolumbia U-17                | Kolumbia U-17                             |
| Lp.                          | Data                         | Miejsce                      | Gospodarz                    | Gość                         | Wynik                        | Gol                          | Rozgrywki                                 |
| ---------------------------- | ---------------------------- | ---------------------------- | ---------------------------- | ---------------------------- | ---------------------------- | ---------------------------- | ----------------------------------------- |
| 1.                           | 20.08.2007                   | Cheonan                      | Kolumbia U-17                | Niemcy U-17                  | 3:3                          |                              | MŚ U-17 2007                              |
| 2.                           | 23.08.2007                   | Cheonan                      | Trynidad i Tobago U-17       | Kolumbia U-17                | 0:5                          | Gol · Gol                    | MŚ U-17 2007                              |
| 3.                           | 30.08.2007                   | Gwangyang                    | Nigeria U-17                 | Kolumbia U-17                | 2:1                          |                              | MŚ U-17 2007                              |
| Kolumbia U-20                |                              |                              |                              |                              |                              |                              |                                           |
| Lp.                          | Data                         | Miejsce                      | Gospodarz                    | Gość                         | Wynik                        | Gol                          | Rozgrywki                                 |
| 1.                           | 21.01.2009                   | Maturín                      | Kolumbia U-20                | Peru U-20                    | 1:0                          |                              | Mistrzostwa Ameryki Południowej U-20 2009 |
| 2.                           | 23.01.2009                   | Maturín                      | Ekwador U-20                 | Kolumbia U-20                | 0:0                          |                              | Mistrzostwa Ameryki Południowej U-20 2009 |
| 3.                           | 27.01.2009                   | Maturín                      | Wenezuela U-20               | Kolumbia U-20                | 1:1                          |                              | Mistrzostwa Ameryki Południowej U-20 2009 |
| 4.                           | 31.01.2009                   | Puerto la Cruz               | Wenezuela U-20               | Kolumbia U-20                | 2:1                          |                              | Mistrzostwa Ameryki Południowej U-20 2009 |
| 5.                           | 04.02.2009                   | Puerto la Cruz               | Kolumbia U-20                | Paragwaj U-20                | 2:1                          |                              | Mistrzostwa Ameryki Południowej U-20 2009 |
| 6.                           | 06.02.2009                   | Puerto la Cruz               | Kolumbia U-20                | Brazylia U-20                | 1:2                          |                              | Mistrzostwa Ameryki Południowej U-20 2009 |

## Sukcesy

### Independiente Medellín
- Mistrzostwo Kolumbii (2×): 2009–II, 2016–I
- Wicemistrzostwo Kolumbii (2×): 2014–II, 2015–I

### América Cali
- Wicemistrzostwo Categoría Primera B (1×): 2012

### Club León
- Wicemistrzostwo Meksyku (1×): 2018/2019–II
- Mistrzostwo Meksyku (1×): 2020/2021–I